# مايكل جتير
مايكل جتير (26 أغسطس 1952 - 30 مارس 2003) (بالإنجليزية: Michael Jeter)‏ كان موسيقار وممثل أمريكي.

## مواقع خارجية
- مايكل جتير على موقع IMDb (الإنجليزية)
- مايكل جتير على موقع روتن توميتوز (الإنجليزية)
- مايكل جتير على موقع ألو سيني (الفرنسية)
- مايكل جتير على موقع ميوزك برينز (الإنجليزية)
- مايكل جتير على موقع أول موفي (الإنجليزية)
- مايكل جتير على موقع قاعدة بيانات برودواي على الإنترنت (الإنجليزية)
- مايكل جتير على موقع قاعدة بيانات الأفلام السويدية (السويدية)
- مايكل جتير على موقع إن إن دي بي (الإنجليزية)
- مايكل جتير على موقع ديسكوغز (الإنجليزية)
- مايكل جتير على موقع قاعدة بيانات الفيلم (الإنجليزية)